# New York City Marathon 2016
De New York City Marathon 2016 werd gelopen op zondag 6 november 2016. Het was de 46e editie van deze marathon.
De wedstrijd bij de mannen werd gewonnen door regerend wereldkampioen Ghirmay Ghebreslassie uit Eritrea in 2:07.51 voor de Keniaan Lucas Rotich. Bij de vrouwen won de Keniaanse Mary Keitany in 2:24.26 voor haar landgenote Sally Kipyego.

## Uitslagen

### Mannen
| rang   | naam                  | land | tijd    |
| ------ | --------------------- | ---- | ------- |
| Goud   | Ghirmay Ghebreslassie | ERI  | 2:07.51 |
| Zilver | Lucas Rotich          | KEN  | 2:08.53 |
| Brons  | Abdi Abdirahman       | USA  | 2:11.23 |
| 4      | Hiroyuki Yamamoto     | JPN  | 2:11.49 |
| 5      | Shadrack Biwott       | USA  | 2:12.01 |
| 6      | Tadesse Yae Dabi      | ETH  | 2:13.06 |
| 7      | Moses Kipsiro         | UGA  | 2:14.18 |
| 8      | Tyler Pennel          | USA  | 2:15.09 |
| 9      | Ben Payne             | USA  | 2:15.46 |
| 10     | Patrick Smyth         | USA  | 2:16.34 |

### Vrouwen
| rang   | naam                      | land | tijd    |
| ------ | ------------------------- | ---- | ------- |
| Goud   | Mary Keitany              | KEN  | 2:24.26 |
| Zilver | Sally Kipyego             | KEN  | 2:28.01 |
| Brons  | Molly Huddle              | USA  | 2:28.13 |
| 4      | Joyce Chepkirui           | KEN  | 2:29.08 |
| 5      | Diane Nukuri              | BDI  | 2:33.04 |
| 6      | Aselefech Mergia          | ETH  | 2:33.28 |
| 7      | Lanni Marchant            | CAN  | 2:33.50 |
| 8      | Neely Gracey              | USA  | 2:34.55 |
| 9      | Sara Hall                 | USA  | 2:36.12 |
| 10     | Ayantu Dakebo Hailemaryam | ETH  | 2:37.07 |